# Pneumodermopsis teschi
Pneumodermopsis teschi är en snäckart som beskrevs av Spoel 1973. Pneumodermopsis teschi ingår i släktet Pneumodermopsis och familjen Pneumodermatidae. Inga underarter finns listade i Catalogue of Life.